# Marta Kras-Łapińska
Marta Kras (1978) es una botánica, y curadora polaca, que se desempeña en el Departamento de Botánica, Taxonomía Vegetal y Conservación de la Naturaleza, de la Universidad de Gdansk, Polonia. Es especialista en la taxonomía de las orquídeas.

## Algunas publicaciones

### Libros
- dariusz lucjan Szlachetko, magdalena Sawicka, marta Kras-Lapinska. 2004. Flore du Gabon: Orchidaceae I, vol. 36. Ed. Muséum national d'histoire naturelle. 231 pp. ISBN 2856542166
- --------------------------------, -----------------------, --------------------------. 2004. Orchidaceae II vol. 37 de Flore du Gabon, vol. 2 de Orchidaceae. Ed. Département de Systématique et Évolution. 274 pp. ISBN 2856542174

- La abreviatura «Kras-Lap.» se emplea para indicar a Marta Kras-Łapińska como autoridad en la descripción y clasificación científica de los vegetales.[2]
- La abreviatura «Kras» se emplea para indicar a Marta Kras-Łapińska como autoridad en la descripción y clasificación científica de los vegetales.[3]